# Laxoplumeria tessmannii
Laxoplumeria tessmannii är en oleanderväxtart som beskrevs av Markgraf. Laxoplumeria tessmannii ingår i släktet Laxoplumeria och familjen oleanderväxter. Inga underarter finns listade i Catalogue of Life.